# Sokołówka (rejon żydaczowski)
Sokołówka (ukr. Соколівка) – wieś w rejonie lwowskim (do 2020 roku w rejonie żydaczowskim) w obwodzie lwowskim. Przez wieś przebiega ukraińska droga krajowa N09.

## Historia
Sokołówka, miasteczko, a od końca XIX wieku wieś, nosiła pierwotnie nazwę Sieniawa i była gniazdem możnowładczej rodziny Sieniawskich herbu Leliwa, od której przyjęli nazwisko. Od XVII wieku należała do rodziny Mrozowickich herbu Prus III.
W latach 70. XVIII wieku częstym gościem w dworze Mrozowickich w Sokołówce był poeta Franciszek Karpiński, który przyjaźnił się z licznym rodzeństwem Mrozowickich, starościców stęgwilskich.
W latach 1845–1846 częstym gościem w dworze Mrozowickich w Sokołówce był poeta Kornel Ujejski, który przyjaźnił się z synami Franciszka i Nikodemy z Małachowskich, Stanisławem Piotrem, Michałem Władysławem i Janem Hipolitem. Ubiegał się wówczas o rękę ich siostry Zofii Kazimiery, ale rodzina nie wyraziła zgody na ten ślub, uznając go za mezalians. Ostatecznie Ujejski wyjechał do Paryża, a Zofia Kazimiera poślubiła Teodora Rudnickiego ze Strzałek.
W 1826 roku została przeniesiona z Puźnik do Sokołówki cukrownia, założona przez Teodora Mrozowickiego w 1823 roku, która była pierwszą cukrownią produkującą cukier z buraków cukrowych nie tylko w Galicji, ale również w całym Cesarstwie Austriackim.
W 1833 roku brat Teodora, Franciszek Mrozowicki (1788–1843), dziedzic Sokołówki, jest wymieniony, obok generała Ferdynanda Piotra hr. de Hennequin et Curel de Fresnel z Olszanicy, jako największy producent cukru w Galicji.
W Sokołówce w dworze Mrozowickich, mieściła się biblioteka licząca koło 1000 tomów, zawierająca między innymi dzieła: „Wymowa i poezja dla szkół narodowych, Kraków 1792; Informacja matematyczna. Rozumnie Ciekawego Polaka przez ks. Bystrzonowskiego z r. 1749; Żywot Wielebnej Matki Joanny Tremiot; Odrobiny z Stołu Królewskiego Królowej Nieba i Ziemi Marji, Historją, Łaskami i Cudami obrazu Częstochowskiego na Jasnej Górze przez ks. Ambrożego Nieszporkowitza a teraz przez innego tegoż Zakonu i Klasztoru Kapłana nowo dobrane i do druku podane w r. 1757, dzieło ostatnie bardzo dobrze zachowane, kupione zostało wedle zapisku w Częstochowie, jest bardzo cenne dla historji obrony w r. 1655 i 1702. Opatrzone kilkoma miedziorytami, z których jeden przedstawia oblężenie w r. 1655 wraz ze szczegółowym opisem takowego, drugi przedstawia oblężenie przez Szwedów w r. 1702, również z opisem, następne konsekrację w r. 1717 i koronację w r. 1718. Jest tu też Żywot św. Wincentego a Paulo z r. 1683.; Skargi „Roczne Dzieje Kościoła” z r. 1603., Jannis Cabassutiri „Notitia Ecclesistica Historiarum, Conciliorum et Cnon urn Lugduni 1580. Jest tam wiele też z 16 stulecia ksiąg teologicznej treści, pochodzący z bibljoteki „Mitro - Bislaviensis“.
W II Rzeczypospolitej miejscowość była siedzibą gminy wiejskiej Sokołówka w powiecie bóbreckim (województwo lwowskie). W 1931 r. wieś liczyła 1319 mieszkańców, z których większość była Polakami.  W latach 1943–1944 nacjonaliści ukraińscy z OUN -UPA zamordowali tutaj 20 Polaków.

## Zabytki
- Kościół pw. Świętej Trójcy wybudowany został w 1600. Pierwsza wzmianka o wsi Sokołówka (Sieniawa) pochodzi z przywileju króla Polski Władysława II Jagiełły. Pierwsza wzmianka o parafii katolickiej jest z 1593, ale formalne założenie parafii miało miejsce 2 marca 1594 przez akt fundacyjny córki stolnika lwowskiego Aleksandra Sieniawskiego[12] (1490–1568) – Anny[13], wdowy po Stanisławie Stadnickim i Zofii Spinki z Będkowa[14], wdowy po Janie Oleśnickim[15] (zm. 1596). W tamtym czasie nie było we wsi domu parafialnego, gdzie mieszkał proboszcz. Parafia należała do dekanatu Rohatyn a od 1787 r. do  XX w.  do Świrzu. Parafia obejmowała trzy wsie: Bakowce, Repechów, Trybuchowce. Pod koniec XIX w. do parafii należało 17  wspólnot parafialnych. Szpital parafialny podczas wizytacji w 1765 r. przedstawiał się skromne. Po raz pierwszy w 1819 r. odnotowano istnienie bractwa św. przy parafii. O elementach obronnych Sokołówka nie zachowały się żadne dane. W północno-zachodniej części wsi są ślady murów obronnych sądu. Najmocniejszą fortyfikacją miasta był kamienny kościół pw. Świętej Trójcy, otoczony murami obronnymi z czterema narożnymi wieżami i bramą. Kościół został spalony w 1648 r. przez Kozaków. Pierwszy opis kościoła pochodzi z akt wizytacji arcybiskupa Mikołaja Ignacego Wyżyckiego. Odnotowano wtedy cztery ołtarze: Matki Bożej, św. Trójcy, św. Antoniego, św. Stanisława. Podczas wizytacji w 1761 r. dziekana Rohatyna Benedykta Chmielewskiego mowa o patronach kościoła: św. Stanisławie, św. Annie, św. Zofii. W 1765 r. do  patronów dodano św. Jadwigę, św. Felicjana,  św. Nikanora, św. Kolumba. Ale wśród czterech ołtarzy pojawił się ołtarz św. Mikołaja. W kościele było 24 ornaty 10 kap, dużo srebrnych naczyń liturgicznych. Wizerunek Matki Bożej ozdobiony był we Wrocławiu srebrną szatą fundacji Mrozowickich - Adama i Ewy. Podczas wizytacji generalnej w 1774 r. abp  Wacław Hieronim Sierakowski odwiedził świeżo konsekrowany kościół. W tym czasie, po podziale Galicji, wieś przyszłą do monarchii habsburskiej, w której podczas przeprowadzonych kościelnych reform kilka razy konfiskowano liturgiczne srebra. W 1812 roku, po śmierci Kajetana Ignacego Kickiego, arcybiskupa lwowskiego, kapituła archikatedralna lwowska scedowała na Stanisława Mrozowickiego i jego potomstwo swoje prawo patronatu nad kościołem parafialnym pod wezwaniem św. Trójcy w Sokołówce. W 1827 roku Stanisław Mrozowicki jako patron tytularny parafii Sokołówka erygował w tej parafii Bractwo św. Trójcy.[16] W 1819 r. podczas wizytacji abp Andrzeja Alojzego Ankwicza stan obejmował: drewniany obraz Matki Bożej, szatę,  ołtarze, piękną dekorację kościoła. Jednocześnie żadne srebra nie są wymienione jako ozdoby. Naczynia liturgiczne było z miedzi lub mosiądzu. Konieczne do naprawy były ściany, okna oraz drzwi. Podczas wizytacji dekanalnej w 1828 r. umieszczono  tablicę pamiątkową gubernatora królewskiego Franza von Gowera. W 1842 roku Franciszek Mrozowicki jest wymieniony jako patron tabularny parafii w Sokołówce.[17] W XIX w. Sokołówka utraciła status miasta, co miało wpływ na stan kościoła. W trakcie I wojny światowej w 1916 zarekwirowano dzwony z 1815 r. o wadze 162 kg i 62 kg. W okresie międzywojennym stan kościoła parafialnego była dość żałosny. Abp Bolesław Twardowski podarował ornaty, 3 kapy, szkło liturgiczne. Podczas II wojny światowej 1 marca 1944 r. proboszcz Jan Jasiński przeniósł się do  Bóbrki. 6 marca oddział UPA podpalili zakrystię kościoła. W ZSRR, kościół został zamknięty i zamieniony w garaż. Zakrystia przekształcona została w skład nawozów. Na początku lat 90. XX w. kościół opuściło gospodarstwo rolne. Na początku 2000 r. zawaliło się sklepienie nawy. Znaczna część dachu nad prezbiterium oraz sklepienia także zagrożone są zawaleniem. Ściany w pobliżu wieży pokrywają duże pęknięcia, które zagrażają istnieniu samego budynku. Kościół wybudowany z kamienia i cegły. Składa się z nawy i prezbiterium z trójkątną absydą. Od fasady nad gankiem wybudowano wysoką kwadratową wieżę, z lewej strony do nawy głównej, umieszczone są spiralne schody. Mury kościoła wzmocnione przyporami dwustopniowymi. Po obu stronach  prezbiterium umieszczone prostokątny budynek zakrystii. Wieża jest pokryta wysokim dachem namiotowym. Dawne czerwone dachówki zastąpiono w 1980 r. blachą cynową. Nawę pokrywa sklepienie z lunetami, fałszywe żebra z tynku. Wnętrze kościoła zostało pokryte geometrycznymi obrazami z początku XX w. Z powodu zawilgocenia ścian obrazy zostały utracone. Niektóre dawny sprzęty kościół przeniesiono do innych kościołów. Ukrzyżowanie jest w cerkwi w Sokołówce, konfesjonały, inne drobne rzeczy w kościołach w Chodorowie i Bóbrce. Dwie figury są w zbiorach Lwowskiej Galerii Sztuki. Znaczną część muru obronnego rozebrano na materiał budowlany. Ponad 400-letni budynek kościoła nie jest wprowadzany do wykazu zabytków architektonicznych.